# Nico Blok
Nico Blok (Gouda, 13 juli 1981) is een Nederlands voormalig tafeltennisser. Na de Paralympische Zomerspelen 2008 beëindigde hij zijn topsportcarrière.
Blok heeft meegedaan aan de Paralympische Zomerspelen 2000 te Sydney en de Paralympische Zomerspelen 2004 te Athene. Hij kwam in 2008 ook uit voor Nederland op de Paralympische Zomerspelen in Peking. 
Blok ziet er met zijn lengte van 1,77 meter en een gewicht van 39 kilogram breekbaar uit, maar dat belette hem niet tafeltennis op niveau te spelen. Hij heeft een onbekende aangeboren  spierziekte, waardoor zijn spieren minder groot zijn. Hierdoor heeft hij minder kracht en conditie. Daarnaast heeft hij een stofwisselingsprobleem, waardoor zijn lichaam maar weinig vet aan kan maken. Door deze spierziekte en stofwisselingsstoornis heeft Blok een zeer dun postuur.
Bij Bloks geboorte voorspelden de behandelend artsen dat hij nooit zou kunnen lopen. Ook zou hij veel meer dingen niet kunnen door zijn spierziekte. De ouders van Blok gingen echter hun eigen weg met Blok, tegen de adviezen van artsen in. Ze stimuleerden hem om zo veel mogelijk zijn lichaam te gebruiken, onder meer met behulp van speciaal speelgoed en speciale schoentjes. Uiteindelijk kon Blok op driejarige leeftijd lopen.
Blok studeerde economie aan de Universiteit Utrecht, waarin hij in mei 2008 afstudeerde.
Na de Paralympische Spelen 2008 werd Nico Blok door de NTTB verkozen tot Lid van Verdienste van de NTTB.
Blok won in 2009 de Kleuren Award (Colour Award) tijdens de vijfde editie van de manifestatie Eenheid is Kracht Awards, ter promotie van culturele diversiteit en gelijkheid in de wereld in de Cruise Terminal Rotterdam.
Blok werkte tot zomer 2018 als beleidsmedewerker bij de Directie Algemene Economische Politiek van het ministerie van Economische Zaken. Sindsdien werkt hij bij Onbeperkt, een organisatie die zich sterk maakt voor een inclusieve arbeidsmarkt.  

## Erelijst (incompleet)
- 2000 - Paralympische Spelen Sydney, vijfde plaats in team (met Harold Kersten)
- 2000 - Winnaar Nederlandse Top 12 (enkelspel)
- 2001 - EK, team zilver (met Harold Kersten)
- 2002 - WK, enkelspel zilver
- 2002 - WK, team zilver (met Harold Kersten)
- 2002 - NK, enkelspel zilver
- 2003 - EK, team zilver (met Harold Kersten)
- 2004 - Paralympische Spelen Athene, kwartfinale enkelspel
- 2006 - WK, team brons (met Harold Kersten)
- 2008 - Paralympische Spelen Beijing, enkelspel brons
- 2008 - Benoemd tot Lid van Verdienste van de Nederlandse Tafeltennis Bond
  - Hoogste positie wereldranglijst: derde (april 2004 - juni 2004)
  - Hoogste positie Europese ranglijst: tweede (april 2004 - juni 2004)